# William Baylor Hartland
William Baylor Hartland (1836 - 1912) fue un botánico y viverista irlandés.

## Biografía
Su abuelo, Richard Hartland (1745-1821), llegó a Irlanda desde Kew Gardens para establecer un vivero en Belview, Mallow, Condado de Cork, en 1827.
Cada uno de los tres hijos de Richard Hartland operaron viveros en el condado de Cork: Arthur Hartland estableció un vivero en Cross Turner, Richard Hartland Jr Lough Nursery, y William Hartland (f. 1843) operó el negocio Mallow. Este último trasladó el negocio a Cork en 1810.
A su vez, los dos hijos de William Hartland, William Baylor Hartland (1836-1912) y Henry Albert Hartland (1840-1893) se convirtieron, respectivamente, uno en viverista y el otro en artista.

### Carrera
En 1843, tenía sólo siete años de edad, cuando su padre murió y dejó el negocio. Con la ayuda de sus tíos, el negocio fue ejecutado con éxito y estableció su propio vivero en Temple Hill, en las afueras de Cork en 1878. Y en 1889 se trasladó a corta distancia a Ard Caim en Ballintemple, Ballintemple. Su granja de bulbos fue de aproximadamente 4 ha (10 acres). Hartland enviaba flores de su granja a varios mercados, incluyendo el de Covent Garden. También mantuvo el "Old Established Garden Seed Ware-House" (Viejo Jardín Establecido de Semillas Ware-House) en 24 Patrick Street, Cork.
Fue un Guardián de la Unión Cork y comenzó un esquema de premios para las parcelas de campo. Llamó la atención sobre la necesidad de la educación agrícola y abogó por el cultivo de hortalizas tempranas y flores a lo largo de la costa irlandesa del sur. También fue un floristo y semillerista proveedor de la reina Victoria.

### Recolección y legado
Comenzó a recoger bulbos alrededor de 1880, a menudo se los compraba a viejos jardines irlandeses. Si bien no hay especies de narcisos originarios de Irlanda, sus condiciones climáticas han resultado favorable para la aparición de variedades de siembra de auto-sembrado durante un largo período. En el siglo XIX, los colectores en Irlanda, como Hartland y Fanny Currey, descubrieron variedades de narcisos desconocidos en otros lugares. Por ejemplo, Hartland encontró la variedad 'Obispo Mann' en un antiguo jardín de la Diócesis de San Finbarr, donde el Obispo de Mann había sido el último residente. Las bulbos se habían plantado 150 años antes en Bishopstown, ahora un suburbio de Cork.
Su primer catálogo de narciso fue "A little book of daffodils nearly 100 varieties as offered and collected by W.B.Hartland" (Un pequeño libro de narcisos con cerca de 100 variedades ofrecidos y recogidos por W.B. Hartland).
Los primeros catálogos eran caprichosos y no siempre encontraban el favor de establecimientos hortícolas. Su sobrina, Gertrude Hartland, ilustró muchos de sus catálogos, incluyendo el influyente Floral Album of Daffodils (Álbum floral de narcisos) (1890) y las ediciones posteriores. El catálogo de 1907-8 incluye una lista de viejas manzanas irlandeses titulado "Old lamps for new lamps" (Manzanas de edad para nuevas manzanas).
En 1890, Hartland encontró una vieja especie ahora conocida como 'Ard Cairn Russet', una manzana tardía de mantenimiento, y envió muestras a la Real Sociedad de Horticultura. También recolectó tulipanes de jardines irlandeses e introdujo el 'Mrs. Moon' variety'. Fuera de la jardinería, Hartland es conocido por la producción de una guía turística de colores después de un viaje al oeste de Irlanda.

## Otras obras
- 1887. Hartland's "original" Little Book of Daffodils, Oxlips, Cowslips, and Primroses. Ilustró Gertrude Hartland. Ed. William Baylor Hartland's old-established garden seed warehouse, 28 p.

## Premios y reconocimientos

### Galardones
- Mayo de 1903: Medalla de Plata Banksian por la Real Sociedad de Horticultura de Londres.

### Epónimos
Se denominó la zona de la avenida / Camino del Hartland de la ciudad de Cork en Lough Parroquia, que era la ubicación de uno de sus viveros.